# Neosparassus rutilus
Neosparassus rutilus är en spindelart som först beskrevs av Ludwig Carl Christian Koch 1875.  Neosparassus rutilus ingår i släktet Neosparassus och familjen jättekrabbspindlar.
Artens utbredningsområde är Queensland. Inga underarter finns listade i Catalogue of Life.